# Спікливість вугілля
Спікливість вугілля — здатність вугілля кам'яного переходити при нагріванні без доступу повітря в пластичний стан з утворенням нелеткого грудкового пористого залишку, що спікся (напівкокс і кокс). Вугілля розм'якшується і перебуває в пластичному стані при т-рі 350—500 оС (в залежності від марки). Вугілля, що спікається — сировина для виробництва коксу. Не спікаються низькометаморфізоване, буре і високометаморфізоване вугілля марок П і А. Вугілля середнього ступеня метаморфізму (марок Ж, К) спікається добре.
У спіканні вугілля беруть участь всі компоненти, що складають пластичну вугільну масу, хоч їх роль в цьому процесі різна. Тверді складові вугільної пластичної маси (неспікливі: фюзеніт, мінеральні компоненти вугілля, високо конденсовані продукти деструкції) суттєво впливають на процес сплавлення, граючи роль хімічно активного наповнювача. У зв'язку з тим, що хімічні реакції взаємодії продуктів деструкції протікають в основному на поверхні твердих компонентів, велике значення має змочуваність їх поверхні рідкими нелеткими продуктами.
С. має велике значення для оцінки енергетичних і технологічних властивостей вугілля. Низька С. сприятлива для енергетичного вугілля, що спалюється в побутових, промислових топках і для більшості процесів газифікації. Для коксування використовуються суміші вугілля, відмінні за спікливістю.
Для оцінки спікливості застосовують пластометричні методи. За міжнар. класифікацією вугілля, для визначення С. використовується метод Рога та індекс вільного спучування.